# Synkronized
Albums de Jamiroquai
Travelling Without Moving
(1996) A Funk Odyssey
(2001)
Synkronized est le quatrième album de Jamiroquai sorti le 14 juin 1999.
Il marque progressivement la disparition du style acid jazz pour des orientations funk et disco. Les deux singles issus de cet album ayant remporté le plus grand succès commercial sont Canned Heat et Deeper Underground.

## Liste de chansons
| 1.    | Canned Heat                | 5:31 |
| 2.    | Planet Home                | 4:44 |
| 3.    | Black Capricorn Day        | 5:41 |
| 4.    | Soul Education             | 4:15 |
| 5.    | Falling                    | 3:45 |
| 6.    | Destitute Illusions        | 5:40 |
| 7.    | Supersonic                 | 5:15 |
| 8.    | Butterfly                  | 4:28 |
| 9.    | Where Do We Go From Here?  | 5:13 |
| 10.   | King For A Day             | 3:40 |
| 11.   | Deeper Underground (Bonus) | 4:46 |
| 12.   | Getinfunky (Bonus Japon)   | 5:35 |
| 47:57 |                            |      |

## Classements hebdomadaires
| Classement (1999)                  | Meilleure place |
| ---------------------------------- | --------------- |
| Allemagne (Media Control AG)       | 1               |
| Australie (ARIA)                   | 1               |
| Autriche (Ö3 Austria Top 40)       | 2               |
| Belgique (Flandre Ultratop)        | 4               |
| Belgique (Wallonie Ultratop)       | 6               |
| Finlande (Suomen virallinen lista) | 4               |
| Canada (RPM 100 Albums)            | 8               |
| États-Unis (Billboard 200)         | 28              |
| France (SNEP)                      | 2               |
| Norvège (VG-lista)                 | 8               |
| Nouvelle-Zélande (RIANZ)           | 12              |
| Pays-Bas (Mega Album Top 100)      | 6               |
| Royaume-Uni (UK Albums Chart)      | 1               |
| Royaume-Uni (R&B Albums)           | 1               |
| Suède (Sverigetopplistan)          | 9               |
| Suisse (Schweizer Hitparade)       | 2               |

## Certifications
| Pays                  | Certification |
| --------------------- | ------------- |
| Allemagne (BVMI)      | Or            |
| Australie (ARIA)      | Or            |
| Belgique (BEA)        | Or            |
| Canada (Music Canada) | Or            |
| France (SNEP)         | Platine       |
| Pays-Bas (NVPI)       | Or            |
| Royaume-Uni (BPI)     | Platine       |
| Suisse (IFPI)         | Platine       |